# سيبالد دي فيرت
كان سيبالد، أو سيبالت، دي فيرت (من مواليد 2 مايو من عام 1567، وتوفي في 30 مايو أو يونيو عام 1603) قبطانًا ونائب أدميرالٍ في شركة الهند الشرقية الهولندية (المعروفة باللغة الهولندية باسم Vereenigde Oost-Indische Compagnie، أو VOC اختصارًا). يشتهر دي فيرت على نطاق واسع بتحديده، عام 1600، لموقع جزر فوكولاند على الخريطة بدقة متناهية.

## أولى سنوات حياته
ولد سيبالد دي فيرت في مدينة أنتويرب، وكان السادس بين سبعة عشر طفلًا ليوهانس سويرتس دي فيرت (من مواليد عام 1538)، وكلارا فونديرر (من مواليد عام 1541، وتوفيت عام 1595). تركت العائلة مدينة أنتويرب وتوجهت إلى مدينة كولونيا في شهر يناير من عام 1569 هربًا من الاستبداد والاضطهاد، وانتقلت مرة أخرى إلى مدينة أمستردام عام 1575، ثمّ عادت لتقطن في مدينة أنتويرب بين عامي 1579 و 1584، وبحلول عام 1586 سكنت العائلة في مدينة ميديلبورخ. خلال سنوات شبابه، عمل سيبالد ملاحًا للسفن التابعة لشركة الهند الشرقية الهولندية، إلا أنه تمكن من شق طريقه المهنيّ على مر السنين، ليصل في نهاية المطاف إلى منصب نائب أدميرال شركة الهند الشرقية الهولندية. كان يوقع باسم «سيبالد» إلا أن اسمه اللاتيني الرسمي كان «سيبالدوس».  

## الرحلة الاستكشافية إلى جزر الهند الشرقية عبر مضيق ماجلان

### عبور المحيط الأطلسي
قرابة عام 1598، غادرت العديد من الرحلات الاستكشافية مدينة روتردام نحو الشرق عابرة طرقًا مختلفة. في 27 يونيو من عام 1598، غادرت رحلة مكونة من خمس سفن، على متنها 494 رجل بقيادة جاك ماهو، وبتمويل من بيتر فان دين هيغين وجون فان دير فيكين، تاجري التجزئة الهولنديَين الأثرياء، ومجهزة من قبل شركة ماغيلهانس، جزيرةَ خوريه- أوفرفلاكيه متجهة إلى جزر الملوك التابعة لجزر الهند الشرقية الهولندية. توجه الأسطول نحو مضيق ماجلان في أمريكا الجنوبية لعبوره والتوجه إلى الشمال الغربي نحو القارة الآسيوية.
حملت سفن الأسطول الخمسة الأسماء التالية (مع أسماء قباطنتها): هوب (أمل)، بقيادة جاك ماهو، قائد كامل الحملة، ليفديه (حب)، بقيادة سايمون دي كوردس، مساعد قائد الحملة، وسفينة غلوف (إيمان) بقيادة فان بونينجن، وتغاويه (ثقة)، بقيادة جوريان فان بويكاوت، وأخيرًا سفينة بلايدي بودخاب (البشارة أو الإنجيل)، بقيادة سيبالد دي فيرت. قبل انطلاق هذه الرحلة، كانت سفينة بلايدي بودخابتشتهر باسم فليخيند هارت (القلب الطائر)، أما سفينة ليفديه، فقد كانت تعرف سابقًا باسم إيراسموس، وكانت لا تزال تحمل تمثالًا للفيلسوف.
بعد مغادرته للمياه الأوروبية، أمضى الأسطول الفترة الممتدة من 2 أبريل إلى 29 ديسمبر في جزر الرأس الأخضر قبالة السواحل الأفريقية. أُصيب العديد من أفراد طاقم سفينة هوب بالحمى هناك، وتوفي بعضهم، بمن فيهم قائد الحملة، الأدميرال جاك ماهو الذي توفي في 23 سبتمبر من عام 1598، تاركًا الحملة الاستكشافية دون قائد. عَيّن سيمون دي كوردس نائبَ الأدميرال، جيريت فان بونينجن، لخلافة ماهو في قيادة الحملة. وبذلك، أصبح سيبالد دي فيرت قائدًا لسفينة غلوف. بسبب تفشي المرض، اضطرت السفن إلى تعديل مسارها لفترة قصيرة، امتدت من 16 ديسمبر عام 1598 إلى 2 يناير عام 1599، بهدف الحصول على بعض الإمدادات من جزيرة أنوبون التجارية الأفريقية الواقعة إلى الجنوب من جزيرة ساو تومي. عبر الأسطول المحيط الأطلسي أخيرًا في شهر يناير من عام 1599، ووصل إلى مضيق ماجلان في 7 أبريل من عام 1599. ساد الذعر بين أفراد طاقم الأسطول بعد اكتشافهم عدم قدرتهم على الإبحار لمدة أربعة أشهر أخرى بسبب الرياح الشديدة المعاكسة لاتجاه حركة السفن. اضطر أفراد طاقم الأسطول إلى قضاء فصل الشتاء في خليج فورتيسين حتى 23 أغسطس، ثم انتقلوا إلى خليج رايدريس وبقوا فيه حتى 28 أغسطس. خلال هذه الفترة، تُوفي ما يقارب 120 شخصًا من أفراد طاقم الأسطول بسبب المناخ القاسي للغاية، وبسبب الطبيعة العدوانية للقبائل الأصلية التي كانت تقطن منطقة باتاغونيا، وذلك على الرغم من كفاية مؤن الأسطول لجميع أفراد الطاقم.